# Bellaguarda
Bellaguarda  (anteriormente Pobla o Pobleta de la Granadella o Pobla de Bellaguarda) es un municipio español perteneciente a la provincia de Lérida, en la comunidad autónoma de Cataluña. Se sitúa en la parte meridional de la comarca de Las Garrigas, en el límite con la provincia de Tarragona y al inicio de la sierra de la Llena y junto a la sierra del Montsant, con una altura de 639 m. Esto hace que presente un clima suave en verano y frío en invierno. Su nombre actual proviene de la época musulmana cuando se erigió una torre de vigilancia, situada en la actual calle Mayor. Debido a la elevada altura del lugar, se podía divisar hasta la llanura de Lleida, la zona del Priorat y del Ebro, convirtiéndose en un lugar estratégico. La tradición oral cuenta que en esta torre habría un "guardia" que tenía una mujer muy "bella", y de ahí el nombre de Bellaguarda. Actualmente todavía se conservan las aspilleras de la torre en el sótano de una vivienda.

## Topónimo
Su topónimo ha registrado numerosos cambios a lo largo de la historia, lo que ha llevado a muchas confusiones. En documentos del siglo XVII aparece con el nombre de La Pobla de Bellaguardia, pero durante los siglos XVIII, XIX y parte del XX el nombre lo encontramos con el de la Pobla de la Granadella, nombre con el que se llamó hasta 1983, exceptuando el periodo de la Guerra Civil, cuando se recuperó el antiguo nombre de Bellaguarda, cuyo nombre conserva en la actualidad.

## Núcleo histórico
El núcleo histórico transcurre entre un largo desnivel. En la zona más alta, la calle Mayor, construida encima de un sencillo, las casas descansan sobre una roquera visible desde la calle del Ball y Pou. Al final de la calle encontramos la plaza de la iglesia con una antigua cruz de piedra y la iglesia dedicada a San Antonio Abad, de planta basilical y tres naves. Su campanario, soportado por una base cuadrada, es de cuerpo octogonal dividido en dos pisos con aberturas abovedadas. En la fachada principal se encuentra un nicho con la imagen de San Antonio coronado por un pequeño rosetón con vidriera, y en la parte superior un sencillo frontón con óculo. En los muros laterales, unas pequeñas ventanas se abren en la parte superior, junto con los pesados contrafuertes, mientras que en el oeste, el ábside octogonal sobresale encima de la roca. En cuanto a su interior, al que accedemos por el nártex que sustenta el coro, está decorado con estilo Neoclásico. Destacan los robustos pilares de capitel de orden compuesto con entablamento en la parte superior que separan las tres naves. Las laterales conducen a dos pequeños altares dedicados al Sagrado Corazón y la Virgen del Carmen. En el techo abovedado podemos contemplar cuatro medallones pintados al fresco ubicados en la cúpula del transepto. De su majestuoso Altar Mayor de estilo Barroco, no se conserva nada, ya que fue destruido durante la Guerra Civil, al igual que sus frescos.
La calle Ball y Pou, también conforman el casco antiguo del pueblo, con casas, algunas de ellas de piedra, donde podemos ver escudos del siglo XVIII. Este último debe su nombre al Pou de la Vila, un pozo situado en el Valle de los Huertos, perfectamente conservado y con arco ojival, al que llegaremos si seguimos esta calle. Actualmente también destaca la plaza del Calvario, con un mirador, la zona deportiva, la sala polivalente, las piscinas municipales y las nuevas plazas situadas en las dos entradas principales del pueblo.

## Economía
Su economía es eminentemente agrícola y domina el cultivo de olivo, almendros, y en menor medida cereales y viña. La producción de aceite de oliva es su principal actividad económica. Es de importancia la Cooperativa del Camp de Bellaguarda, un gran edificio construido en el año 1921. La calidad indiscutible de su aceite ha sido premiada en numerosas ocasiones en ferias comarcales y concursos de ámbito estatal. Sus marcas son Les Trilles y Olis1921 Archivado el 28 de junio de 2016 en Wayback Machine.
Su término municipal apto para la caza, y con vistas excepcionales a la sierra del Montsant, conserva también varias construcciones de piedra seca, como “cabanes de volta”, una especie de cabaña de piedra abovedada. También encontramos en su término el parque eólico de les Rotes.

## Comunicaciones
En cuanto a las comunicaciones, el pueblo está atravesado por la carretera C-242 de doble sentido, que une Lérida con Tarragona, ubicadas a 44 y 71 km respectivamente.

## Geografía humana

### Demografía
Cuenta con una población de 288 habitantes (INE 2024).
| Gráfica de evolución demográfica de Bellaguarda entre 1857 y 2021 |
| |
| Población de derecho según los censos de población del INE Población de hecho según los censos de población del INEEn estos censos se denominaba Pobla de la Granadell: 1842, 1857, 1860, 1877, 1887, 1897, 1900, 1910, 1920, 1930, 1940, 1950, 1960, 1970 y 1981 |

| 1900 | 1930 | 1950 | 1970 | 1981 | 1986 |
| ---- | ---- | ---- | ---- | ---- | ---- |
| 791  | 728  | 600  | 514  | 414  | 399  |